# Азершехр
Азерше́хр (перс. آذرشهر‎, азерб. Azərşəhr, также азерб. Tufarqan; устар. Дехваркан) — один из городов, находящихся на западе остана Восточный Азербайджан; центр шахрестана Азершехр. К востоку от него расположен горный массив Сехенд, поэтому в городе особый климат. К западу от города находится озеро Урмия, северо-западные окрестности которого имеют плоскую, ровную поверхность, но на юге и юго-востоке представляют собой гористую местность. Климат этого региона летом также становится жарким. Орошение полей и садов, находящихся вокруг Азершехра, осуществляется из реки Сыл-Чай, а также из подземных каналов, природных источников и глубоких колодцев. Старое название города — Тофарган, которое при правлении династии Пехлеви сменилось на Азершехр. Город находится на высоте 1468 метров над уровнем моря, в 54 километрах к юго-западу от Тебриза на трассе Тебриз—Бонаб.

## Демографическая динамика
Население города, по данным всеобщей переписи октября 2011 года, составило 39 918 человек, и город по численности населения оказался на восьмом месте в остане Восточный Азербайджан. Количество проживающих в городе домохозяйств было равно 9854, что означает 4,1 человека на одно домохозяйство, а это значительно превышает среднее значение по Ирану (3,5) и говорит о заметно более высокой рождаемости жителей города, чем в среднем по стране. В 1966 году в городе насчитывалось только 15 318 человек, что даёт прирост за 1966—2011 годы 2,8 % в год — темп «демографического взрыва», то есть особо быстрого роста населения, который ещё в недавнем прошлом (2—3 десятилетия назад) был присущ всем ближневосточным странам. Сегодня там рост населения резко падает, особенно в Иране, причём этот процесс охватил все его области, включая Восточный Азербайджан. Поэтому очевидно, что в последние десятилетия и в Азершехре прирост должен был быть гораздо меньше, чем ещё в 1960—1980-е годы.

## История
Азершехр — очень старый город, упоминаемый в древних памятниках как Дахарракан (это имя отметили историки и географы: Табари, Истахри, Ибн-Хаукаль, Ибн Хордадбех, Мукаддаси, и даже Дех аль-Харраган [Кодама бин Джафар]). И историческая хроника Худуд аль-Алам, и Мукаддаси отмечают, что город входил в состав Армении, хотя он расположен очень близко от города Мераге, да и от Тебриза, которые были исторически и географически частью Азарбайджана. Историк Якут называет город Дех-Нахирджан, а Хамдаллах Казвини в своем «Нухзату-ль-Кулюб» (середина XIV века н. э.) — Дехварракан, описывая его как небольшой городок с шестью подчинёнными ему деревнями и говорит об изобилии садов и виноградников, хвалит превосходное зерно, хлопок и фрукты, производимые там. Люди Азершехра были стройного телосложения и принадлежали к шафиитскому мазхабу суннизма; город получал доход в 23,6 тысяч динаров.

## Достопримечательности
Среди многочисленных достопримечательностей города можно выделить источник Чахар-Су, расположенный в городском квартале Сотубад на небольшой площади, где пересекаются четыре узкие улочки. Навес фонтана опирается на восемь деревянных столбов. Чахар-Су напоминает источники возле больших стамбульских мечетей. Есть в городе и кладбище Пир-Хейрана (Пир-Хейран или Баба-Хейран — лакаб — прозвище — Хаджи-Юсуфа Дехварракани). В середине его — небольшое помещение, где находится могила Хаджи-Юсуфа. Он умер, по всей видимости, в 670 году лунной хиджры, а гробницу восстановили в 1151 году по лунной хиджре по приказу Бег бин Закарийа-Бега. Но к настоящему времени гравированные камни растащили жители окрестных районов, и от былого кладбища осталась только могила.